# Tereza Nosková
Tereza Nosková (* 3. dubna 1997 Jablonec nad Nisou) je reprezentantka České republiky v jízdě na saních. Tomuto sportu se věnuje od šesti let, na mistrovství Evropy juniorů v jízdě na saních obsadila v roce 2013 19. místo a v roce 2014 14. místo. V celkovém hodnocení světového poháru skončila v sezóně 2016/17 na 26. místě, na mistrovství Evropy v jízdě na saních 2017 a mistrovství světa v jízdě na saních 2017 obsadila s českým družstvem shodně šesté místo. Byla zařazena do nominace pro Zimní olympijské hry 2018 v Pchjongčchangu, kde obsadila 26. místo v závodě žen a 12. místo ve štafetě. Obdržela také od Českého olympijského výboru stipendium v rámci programu Top Team. Žije ve Smržovce a pracuje jako cukrářka.